# Юрий II Болеслав
Юрий II Болеслав (пол.  Boleslaw Jerzy II Mazowiecki), Болеслав-Юрий Пяст, Болеслав II Мазовецкий, Болеслав Тройденович (1308 — 21 марта 1340) — князь галицкий (с 1323/1325 гг.).
Болеслав был сыном Тройдена I Пяста, князя мазовецкого и Марии Юрьевны, дочери Юрия Львовича, короля Руси. В документах называл себя князем и наследником («дедичем») королевства Руси. На печати Юрия II также присутствует титул короля Руси. Первый и последний князь Галицко-Волынского княжества из династии Пястов.

## Биография
После смерти его дядьев Андрея и Льва Юрьевичей претензии на их богатые земли выдвинули несколько правителей: король польский Владислав I Локетек, король венгерский Карл Роберт, князь мазовецкий Тройден I и князь литовский Гедимин. Кандидатура мазовецкого князя первоначально казалось самой слабой, но затем стороны конфликта пришли к выводу, что смогут иметь полный контроль над землями, если их займет его юный сын Болеслав.
На рубеже 1323—1324 годов польский и венгерский короли начали военные экспедиции в галицкие земли. В результате Болеслав был призван боярами на галицкий престол вместо последнего галицкого князя из Рюриковичей — Владимира Львовича. Он также стал князем Белзским. Принял православие с именем Юрий. На престол он вступил во Владимире-Волынском, придав ему статус столицы этих земель.
Существовала версия, что Болеслав правил в Галиче всего 4 года (1336—1340), а до этого княжество возглавлял якобы сын Андрея Юрьевича Галицкого — Юрий Галицкий. Однако чешским историком Яном Ржежабеком было доказано, что Юрий Галицкий и Болеслав Юрий (или Георгий Казимир) — одно лицо.

По настоянию папы Иоанна XXII он довольно быстро оставил православный обряд. В 1324 году даровал городу Владимиру-Волынскому, а в 1339-м — Санку Магдебургское право.

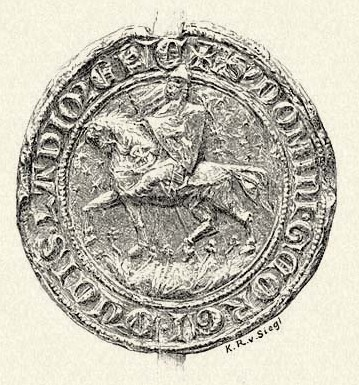
Печать Юрия II Болеслава

От Юрия II до нас дошло несколько грамот. В одной из них Юрий называется «Божьей милостью природный князь Малой Руси» — «Dei gratia natus dux minoris Russiae» (здесь в первый раз встречается термин Малая Русь). Кроме подписи и печати князя, на этих грамотах имеются подписи и печати вельмож; поименованы и должности этих вельмож: епископ, дядька князя (влиятельный боярин Дмитрий Детько), судья и воеводы — бельзский, перемышльский, львовский и луцкий. Таким образом, власть князя в это время была, по-видимому, очень ограничена, и в его непосредственном ведении был едва ли не один город Владимир, где даны некоторые из грамот.
На протяжении всего периода правления Юрий II был вынужден считаться с относительно сильной боярской оппозицией, которой не нужна была слишком сильная власть. Местной знати не нравились попытки Юрия ограничить их влияние, ввести в его землях католические законы, а также его опора на иностранцев. Другим фактором была опасность вторжения от литовцев и татар. Чтобы нейтрализовать все эти опасности, он полагался на свои хорошие отношения с Польшей. Кроме того, пытался перевести на свою сторону Тевтонский орден, но безуспешно.
Для того чтобы защитить свои земли от опасности со стороны Литвы, Юрий через своего дядю Вацлава Плоцкого установил контакт с великим князем литовским Гедимином. В 1331 году формальный союз был укреплен женитьбой на дочери Гедимина, которая также приходилась сестрой жене польского короля Казимира Великого Альдоне. Это позволило Польше и Литве выказать претензии на галицкий престол.
В 1338 году князь Галицкий на встрече в Вишеграде договорился с Карлом Робертом и Казимиром III о военной помощи, чтобы победить оппозицию. Также было подписано соглашение, предусматривающее, что в случае бездетной смерти Юрия власть над его княжеством будет передана Казимиру.
Согласно традиционной версии, Юрий II Болеслав был отравлен галицкими боярами в 1340 году. В качестве причины отравления называются его попытки ввести повсеместное католичество. По мнению Леонтия Войтовича, версия об отравлении князя галицким боярством за насаждение католичества является ложной. С времён Даниила Галицкого в королевстве Руси существовал немецкий патрициат. В семье Льва Даниловича и Юрия Львовича были мирные взаимоотношения с католиками, дочь последнего стала монашкой в монастыре «кларисок». Единственным, кому была выгодна смерть Юрия-Болеслава, это был польский король Казимир III. Он оказался готовым к такому развитию событий и на первое сообщение о смерти «короля Малой Руси» явился с своим войском, и захватил Львов. Как отмечает Войтович, для сбора такого войска в те времена нужно было затратить несколько месяцев. Смерть Юрия-Болеслава дала возможность для Казимира III, как близкому родственнику Мазовецких князей претендовать на галицко-волынский престол. Начиная с 1346 года король польский Казимир III добавил в свой королевский титул претензионный монарший домен, что он «пан и дедыч Руской земли». Этот поступок бояр стал первым шагом в Войне за галицко-волынское наследство.
На Волыни продолжал править Любарт-Дмитрий Гедиминович, который номинально стал и правителем Галиции. Последующие 50 лет стали временем войны и раздела земель Галицко-Волынского княжества между Польшей и Великим Княжеством Литовским.